# حمام الوير
حمام الوير (بالفارسية: حمام الویر) هو حمام تاريخي يعود إلى القاجاريون، ويقع في مقاطعة زرندية‌.